# Stray Islands
Die Stray Islands (in Chile Islotes Labbé) sind eine Gruppe verstreuter (englisch stray) Inseln vor der Graham-Küste des Grahamlands auf der Antarktischen Halbinsel. Sie liegen 3 km westlich der Petermann-Insel im Wilhelm-Archipel.
Der Falklands Island Dependencies Survey kartierte sie anhand von Luftaufnahmen, die durch die Hunting Aerosurveys Ltd. zwischen 1956 und 1957 sowie 1958 bei einem Hubschrauberflug von Bord der HMS Protector entstanden. Die deskriptive Benennung nahm das UK Antarctic Place-Names Committee im Jahr 1959 vor. Namensgeber der in Chile gültigen Benennung ist Custodio Labbé Lippi († 1998), Erster Offizier des Transporters Angamos bei der 1. Chilenischen Antarktisexpedition (1946–1947), die 1947 die Benennung vornahm.